# Primula sachalinensis
Primula sachalinensis är en viveväxtart som beskrevs av Takenoshin Nakai. Primula sachalinensis ingår i släktet vivor, och familjen viveväxter. Inga underarter finns listade i Catalogue of Life.